# 趕屍
趕屍，也稱作移靈，俗稱吆死人，是中國湘西地区和印尼南苏拉威西省托拉雅地區的一種習俗，運送在他鄉死去的本地人遺體回鄉，是殭屍傳說的來源之一。在中國認為該技法和苗族巫術有聯繫，屬於茅山術祝由科。有時也用祝由科指代趕屍。隨著交通的便利，這種運屍方法已經越來越少見。

## 表像
湘西地区施行趕屍多在天明之前。施術的趕屍匠敲小銅鑼，執攝魂鈴使人避開，順便讓有狗人家關起家犬，以防它們來咬壞屍身。趕屍匠很少提燈籠一類照明，身後幾具屍體排成一排，一行在山路行走。屍體多以黑色屍布遮住，行走時多似蹦跳前進狀，另頭戴高筒毯帽，臉上貼幾張黄符紙。天明后趕屍匠和屍體在不住活人的死屍客棧停歇，夜晚再出發。還有傳聞部份趕屍匠亦有「招魂」的本領，讓屍體做一些和活人一樣的事情。
托拉雅的趕屍更注重引導死者回家見過親友，從而走向來世。屍體回鄉後舉行類似超度的儀式。

## 趕屍過程
一般因為其他事情過世但不能回家鄉落葉歸根的人，會前往通知當地同鄉或親屬，大家會湊出一些銀子，請來一名赶尸匠及一名助手。身穿紅衣的趕屍人在人死後會立即開始法事及念咒語，（如是死刑犯，大家會在刑場外等候，到午時三刻行刑後，穿青衣助手會先將囚犯的屍體縫合。）將辰砂置於囚犯腦門心，背膛心，胸膛心窩，左右手板心，腳掌心等七處，每處都以一道辰州符壓住，然後用五色布條將死者綁緊，而之所以是封住這些地方，是因為相傳這些地方為人體仁德七竅出入之處，以辰砂符封住從而保留死者七魄，之後在將一些硃砂，放入死者的耳，鼻，口中 ，再用神符堵緊，在耳鼻口三處，是三魂出入之處，就能把其魂魄留在體內中，為死者到家鄉時候魂魄不散去，紅衣趕屍匠會開始念咒語，最後大喝一聲“起！”，屍體都會突然“起立”跟兩位趕屍人一起趕路，及會用蹦跳的方法行走，

## 由來
湘西地区沅江上遊（沅陵、泸溪、辰溪、溆浦）一帶較貧瘠，本地很多人赴川東、黔東等地區採藥、狩獵或做小生意為生。而這些地區都瘴氣較重，流行惡性瘧疾，屢有死者。民眾中死者屍體要帶回老家的「落葉歸根」的傳統觀念很深，但由於當地山路崎嶇，不能用車、擔架等運輸屍體，因此有趕屍這一方式出現。

### 傳說
中國傳說上古時代蚩尤與黃帝交戰，廝殺慘烈。蚩尤爲了運回戰死兵士的遺體，便命手下軍師設法運屍。相傳趕屍便由此而來。
在印尼，傳說趕屍源自數百年前塔納托拉雅（Tana Toraja）地區的西托拉雅和東托拉雅內戰，戰後雙方都把死去的親人遺體帶回家，採用特殊的方式讓屍體自己回去。

## 揭秘

### 運屍
湘西趕屍的屍體大多經過苗醫等防腐處理後搬運，死者身上大多塗抹辰砂，施以辰州符。有關具體過程台灣和中國大陸媒體各自對趕屍進行分析解釋，兩方的看法有區別。
台灣的分析認為運屍的主要工具是竹子。運屍匠用竹子穿過死者大袖壽衣的腋下，將數具屍體排在一起，前後兩名運屍匠便可抬竹子運屍。屍體的雙臂被綁在竹子上，大袖使得竹子可以被遮住；而竹子的韌性使得前進時會上下晃動，帶動屍體同樣上下晃動，遠觀便有如屍體蹦跳狀前進了。
中央電視臺《走近科學》等中國大陸媒體則報導說有運屍匠會只留下屍體的頭和四肢而拋棄軀幹，而另用稻草等扎一個新軀幹。而搬運時一名運屍匠會把屍體背上，然後一起套上黑屍布。為防止死者家屬看穿，趕屍匠會獨辦收殮，只讓家屬粗看屍體。這種解釋沒有說明如何同時運多具屍體，也沒有解釋屍體如何蹦跳狀前進。
另外尚無對印尼趕屍方法的具體分析。

### 趕屍匠人選
湘西趕屍匠傳承靠師徒關係。趕屍匠需16歲以上，相貌醜一些，身高1.70米以上。入門要經過三項考核：
1. 望著太陽轉圈，停下後指出東南西北。因為工作多在夜晚，分清方向很重要。
2. 進行扛重物的訓練。
3. 深夜去墳山尋找一片師父放置的梧桐叶，鍛煉膽量。

入門後師父會教弟子畫符、「三十六功」等手藝。

## 相關文化
趕屍成為香港殭屍片的靈感來源之一。如林正英趕屍等場面。殭屍片中屍體蹦跳前進的動作也來源於蹦跳的趕屍屍體。